# Valeriano Ludovico Arroyo Paniego
Valeriano Ludovico Arroyo Paniego OFM (ur. 29 listopada 1890 w Jaramillo Quemado, zm. 2 sierpnia 1976) – hiszpański duchowny rzymskokatolicki działający w Peru, franciszkanin, wikariusz apostolski Requeny.

## Biografia
14 kwietnia 1917 otrzymał święcenia prezbiteriatu i został kapłanem Zakonu Braci Mniejszych.
26 stycznia 1957 papież Pius XII mianował go wikariuszem apostolskim Requeny oraz biskupem tytularnym gompijskim. 28 kwietnia 1957 przyjął sakrę biskupią z rąk arcybiskupa limskiego Juana Landázuriego Rickettsa OFM. Współkonsekratorami byli arcybiskup Arequipy Leonardo José Rodriguez Ballón OFM oraz wikariusz apostolski San Ramón León Buenaventura de Uriarte Bengoa OFM.
Jako ojciec soborowy wziął udział w soborze watykańskim II. Na emeryturę przeszedł 26 listopada 1973.